# Aeroportul Glengyle
Aeroportul Glengyle (IATA: GLG, ICAO: YGLE) este un aeroport din Queensland, Australia.
Situat la o altitudine de 80 m, aeroportul dispune de o singură pistă.